# شراكة القطاع العام بالخاص

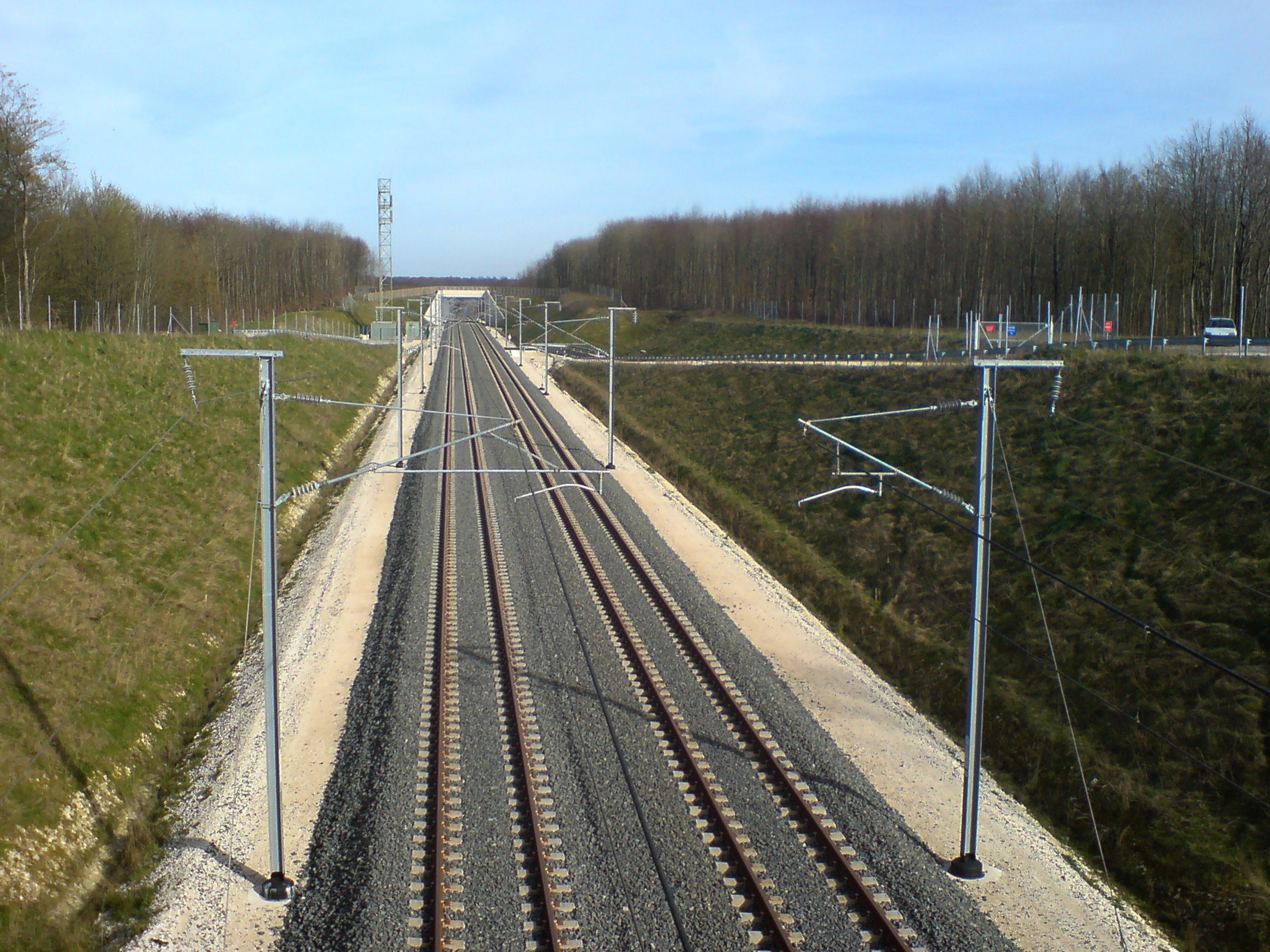

شراكة القطاع العام والخاص (بالإنجليزية: (public–private partnership (PPP)‏ هي اتفاق بين قطاعين عامٍّ وخاصّ أو أكثر، يكون ذا طبيعة طويلة المدى. يشمل هذا النوع من الشراكة عادةً تمويلًا خاصًّا للمشروعات والخدمات الحكومية مباشرة، ثم أخذ الأرباح من دافعي الضرائب أو المستخدمين بموجب عقد الشراكة. طُبّقت الشراكات بين القطاعين الخاص والعام في دول كثيرة وأكثر استعمالاتها في مشاريع البنى التحتية. استعمل هذا النوع من الشراكات في بناء وإعداد وتشغيل وصيانة مدارس ومشاف وأنظمة نقل وأنظمة مياه وصرف.
وُجد التعاون بين الفاعلين الخاصين والشركات والحكومات منذ مولد الدول السيادية، ويكون عادة لهدف جباية الضرائب أو الاستعمار. ولكن الشراكات بين القطاع العام والخاص بالمعنى الحديث ظهرت قريبًا من نهاية القرن العشرين. وكانت مرتبطة بالسياسات النيوليبرالية التي تسعى إلى زيادة إشراك القطاع الخاص في الإدارة العامة. في الأصل، كانت الحكومات ترى هذه الطريقة وسيلة لتمويل أصول جديدة أو مصلحة في القطاع العام من خارج الميزانية. مع مطلع الألفية الجديدة، تعرض هذا الرأي في شراكات القطاع الخاص والعام لنقد كبير لأن دافعي الضرائب أو الزبائن عليهم أن يدفعوا لهذه المشاريع، التي لها نسبة فائدة كبيرة. ضُمّت الشراكات بين القطاع الخاص والعام التي جرت بعد عام 2010 عمومًا في الميزانيات العامة.
لم تزل شراكات القطاع العام والخاص مثيرة للجدل إذا استعملت وسيلة للتمويل، لا سيما من جهة أن عوائد القطاع العام من الاستثمار أدنى من عوائد الممول الخاص. شراكات القطاع الخاص والعام مرتبطة ارتباطًا وثيقًا بمفاهيم الخصخصة والتعاقد مع الشركات الخاصة لتقديم الخدمات الحكومية. إن انعدام الفهم المشترك للشراكة بين القطاعين الخاص والعام والسرية المحيطة بتفاصيلها المالية تجعل عملية تقييم نجاح هذه الشراكات معقدة. يشير مناصرو شراكات القطاع الخاص والعام إلى مشاركة الخطر وتطوير الإبداع، أما منتقدوها فيشيرون إلى ارتفاع التكلفة ومشكلات المسؤولية. إن الأدلة في أداء هذا النوع من الشراكات من حيث المال والفعالية، مختلطة وغير متاحة عادة.

## التعريف
لا إجماع على طريقة تعريف شراكة القطاع العام والخاص. يمكن للمصطلح أن يغطي مئات أنواع العقود طويلة المدى مع اختلاف تخصيصات الخطر وترتيبات التمويل ومتطلبات الشفافية. إن تقدم هذا النوع من الشراكات مفهومًا وعمليًّا، هو نتيجة الإدارة العامة الجديدة في أواخر القرن العشرين، وصعود النيوليبرالية وضغوط العولمة. ولكن وإن انعدم الإجماع الرسمي على تعريف للمصطلح، فقد عرّفته الكيانات الكبرى.
فعلى سبيل المثال، تعرّف منظمة التعاون الاقتصادي والتنمية شراكات القطاع العام بالخاص بأنها «اتفاقات تعاقدية طويلة المدى بين حكومة وشريك خاص يقدّم فيها هذا الأخير ويموّل خدمات عامة من رأس ماله، ويشارك في تحمل الأخطار».
أما ديفيد ويمر وأيدن فينينغ فيعرّفان المصطلح بأنه «يشمل عادة تمويل أو بناء أو إدارة كيان خاص لمشروع مقابل سيل من المدفوعات الآتية مباشرة من الحكومة أو من المستخدمين على مدى المدة المتوقعة للمشروع أو مدة محددة أخرى».
نشرت عام 2013 دراسة في مجلة مراجعة الحكومة المحلية والولائية وجدت أن تعريفات الشراكة الخاصة العامة تتنوع تنوّعًا واسعًا بين البلديات: «يحاول كثير من المسؤولين العامين والخاصين تقديم شراكات عامة خاصة لأي عدد من الأنشطة، ولكن في الحقيقة إن العلاقة تعاقدية، أو فيها حق امتياز، أو إلقاء خدمة كانت عامة لكيان خاص أو غير هادف للربح». «التقديم المشترك للخدمة» هو مصطلحٌ أعمّ لهذه الاتفاقات، وتشترك فيه كيانات من القطاع العام وشركات خاصة أو منظمات غير هادفة للربح لتقديم خدمة للمواطنين.

### جدال الخصخصة
اختُلف في هل تشكل شراكات القطاع العام والخاص خصخصة أو لا. يقول البعض إنها ليست «خصخصة» لأن الحكومة تحافظ على ملكية المرفق وتبقى مسؤولة عن تقديم الخدمة العامة. يقول آخرون إنها واقعة على طيف الخصخصة، ولكنها نوع محدود من الخصخصة، لأنه لا يقتضي بيع الأصول الحكومية، ولكنه أشدّ من مجرد التعاقد مع الشركات الخاصة لتقديم خدمات.
يقول داعمو هذه الشراكات عادة إنها ليست خصخصة، أما معارضوها فيجادلون بأنها خصخصة. يصف اتحاد الموظفين العامين الكندي شراكات القطاع العام والخاص بأنها «خصخصة خفية».

## الأصول

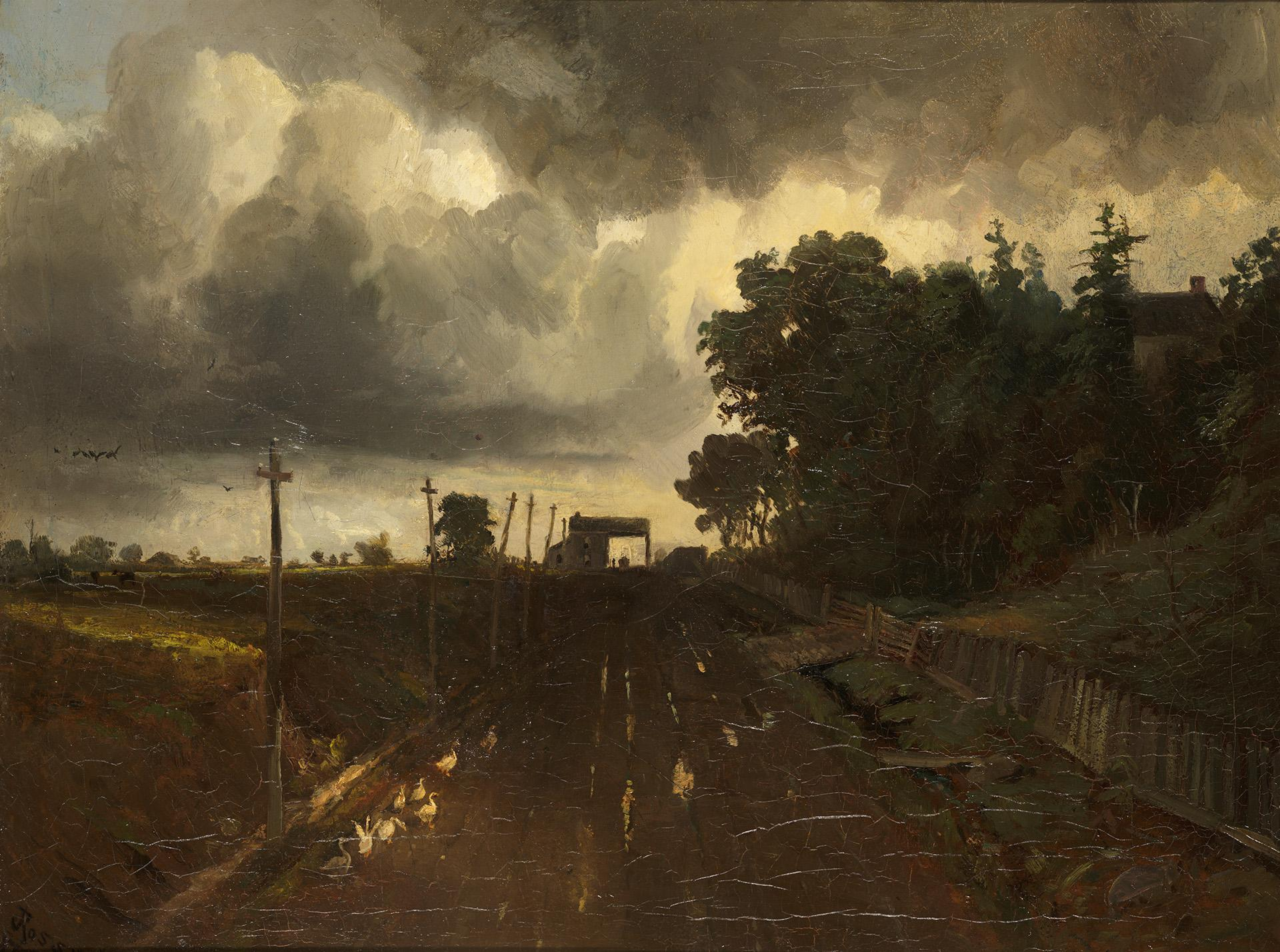
مشهد ريفي للبوابة الثانية لتحصيل الرسوم على شارع يونج بالقرب من يورك ميلز، تورونتو، أونتاريو، عام 1886

استعملت الحكومات أمزجة من المساعي العامة والخاصة عبر التاريخ. استعمل محمد علي حاكم مصر «الامتيازات» في بواكير العقد الأول من القرن التاسع عشر، ليحصل على خدمات عامة بتكاليف قليلة ويحصل صاحب الامتياز بالمقابل على معظم أرباح المشاريع كالسكك الحديدية والسدود. بُنيت معظم البنى التحتية للولايات المتحدة بما يمكن أن يسمى شراكات بين القطاع العام والخاص. من ذلك طريق فيلادلفيا ولنكستر في بنسلفانيا، الذي بُدئ العمل فيه عام 1792، وخط سفن بخارية بين نيويورك ونيو جرسي عام 1808، وكثير من السكك الحديدية ومنها أول سكة حديدية في الولايات المتحدة، في نيو جرسي عام 1815، ومعظم الشبكة الكهربائية الحديثة. في نيوفاوندلاند، عاقد روبرت غيلسبي الحكومة ليقوم على تشغيل كل السكك الحديدية خمسينَ عامًا تبدأ في 1898، وكان مقتضى العقد أن تصبح هذه السكك ملكًا له في نهاية المدة.
ولكن نهاية القرن العشرين وبداية القرن الواحد والعشرين شهدتا اتجاهًا واضحًا عند الحكومات في أرجاء العالم لاستعمال مزيد من الأنواع المختلفة للشراكات بين القطاعين. صعد الضغط لتغيير الطريقة المعروفة للتحصيل الحكومي بسبب القلق بشأن مستويات الدين العام، الذي نما نموًّا سريعًا في فترة الأزمات الاقتصادية في سبعينيات القرن العشرين وثمانينياته. أرادت الحكومات تشجيع الاستثمار الخاص في البنى التحتية، أوّلًا على أصول الأيدلوجية النيوليبرالية وأغاليط المحاسبة التي نشأت من حقيقة أن الحسابات الحكومية لا تفرق بين النفقات المتكرر ونفقات رأس المال.
في عام 1992، بدأت حكومة جون ميجر المحافظة في المملكة المتحدة مبادرة التمويل الخاص، وهي أول برنامج نظامي يسعى إلى تشجيع شراكات القطاعين الخاص والعام. ركز برنامج 1992 على تقليل اقتراض القطاع العام، ولكن آثاره على الحسابات العامة كانت معظمها وهمية. في الأول، كان القطاع الخاص غير متحمي للبرنامج، وكان القطاع العام معارضًا لتطبيقه. في عام 1993، وصف مستشار الخزانة بأن تقدم البرنامج «بطيءٌ بطئًا مثبّطًا». من أجل نشر السياسة وتطبيقها، أسس ميجر مؤسسات فيها كوادر مرتبطة بمدينة لندن وشركات المحاسبة والاستشارة التي لها مصلحة في نجاح البرنامج.
في الوقت نفسه تقريبًا، كانت الشراكات بين القطاع الخاص والقطاع العام تنعقد عشوائيًّا في دول كثيرة في منظمة التعاون الاقتصادي والتنمية. كانت أول الحكومات التي طبقت هذه المشاريع نيوليبرالية التوجه وقليلة العوائد: فكانت مائلة سياسيا وماليا إلى تجريب طرائق جديدة للتحصيل العام. هذه المشاريع المبكرة للشراكات كانت تحصل عليها مغنطيسات الشركات التي لها ارتباطات سياسية. هذا يفسّر بدء عدة دول تجريب هذه الشراكات في قطاعات مختلفة. في ذلك الوقت، كانت الشراكات بين القطاع العام والقطاع الخاص إصلاحًا جذريًّا في الخدمات الحكومية.
في عام 1997، وسّعت حكومة توني بلير التابعة لحزب العمل البرنامج ولكنه أرادت تغيير تركيزه إلى تحقيق «قيمة المال»، من خلال التخصيص المناسب للأخطار. أنشأ بلير شراكات المملكة المتحدة، وهي منظمة شبه مستقلة تحل محل المؤسسات الحكومية السابقة التي كانت تدعم الشراكات الخاصة العامة. كانت مهمة هذه المنظمة دعم وتطبيق برنامج التمويل الخاص. كانت منظمة شراكات المملكة المتحدة أساسية في جعل الشراكات الخاصة العامة «العادي الجديد» في إنشاء البنى التحتية العامة في البلد. أسست دول كثيرة بعد ذلك وحدات لهذه الشراكات شبيهة بنموذج شراكات المملكة المتحدة.
وإن كانت شراكات القطاع العام والخاص بدأت في دول العالم الأول، فإنها لاقت مباشرة اهتمامًا من الدول النامية. هذا لأن نموذج الشراكات وعد بجلب مصادر تمويل جديدة للبنى التحتية، وهو ما يؤدي إلى مزيد من فرص العمل والنمو الاقتصادي. ولكن نقص ضمانات حقوق المستثمرين، وقوانين السرية التجارية، والإنفاق الحكومية المكرس للبنى التحتية العامة في هذه البلدان جعل تحقيق هذا النوع من الشراكات صعبًا. هذا وإن شراكات القطاعين العام والخاص لا تستطيع عادةً الاعتماد على عائدات مستقرة من رسوم المستخدمين. يحاول المنتدى الاستشاري للبنية التحتية للقطاعين العام والخاص، وهو تابع للبنك الدولي، تخفيف هذه التحديات.

## الأهمية
على مدى العقدين الماضيين، تم توقيع ما يزيد عن 1400 شراكة بين القطاعين العام والخاص في الاتحاد الأوروبي؛ وقد بلغ إجمالي رأس المال لهذه الشراكات حوالي 260 مليار يورو. منذ بداية الأزمة المالية العالمية عام 2008، انخفض عدد الشراكات بين القطاعين العام والخاص بنسبة تزيد عن 40%.
جاء في تقرير للجنة الأوروبية حول الشراكة بين القطاعين العام والخاص أن الاستثمار في البنية التحتية للقطاع العام يعتبر وسيلة مهمة للحفاظ على النشاط الاقتصادي. نتيجة للدور الكبير الذي تلعبه الشراكة بين القطاعين العام والخاص في تطوير البنية التحتية للقطاع العام، إضافة لدرجة تعقّد مثل هذه التعاملات، تأسس مركز الخبرة الأوروبي في مجال الشراكة بين القطاعين العام والخاص لدعم قدرة القطاع العام على تنفيذ هذه الشراكات ومشاركة الحلول الملائمة للمشكلات المشتركة المتعلقة بالشراكة بين القطاعين العام والخاص في أوروبا في الوقت الملائم.
توفر الشراكة بين القطاعين العام والخاص منظوراً فريداً للتعاون والجوانب الشبكية للإدارة العامة. إن التطور في مجال الشراكة بين القطاعين العام والخاص، كمفهوم وممارسة، هو نتاج للإدارة العامة الحديثة التي ظهرت أواخر القرن العشرين والضغوطات التي فرضتها العولمة.
المصطلح «الشراكة بين القطاعين العام والخاص» ما هو إلا فريسة التفكير في الجزئيات بدلاً من التركيز على الشراكة ككل، وهذا يجعل من الصعب وضع تعريف عالمي مقبول للشراكة بين القطاعين العام والخاص.

## وصلات خارجية
الوحدة المركزية للمشاركة - وزارة المالية